# Шамоћин
Шамоћин (пољ. Szamocin) град је у Пољској у Војводству великопољском. По подацима из 2012. године број становника у месту је био 4330.

## Становништво
| 2012. |
| ----- |
| 4.330 |